# Poschiavo
Poschiavo (toponimo italiano; in tedesco Puschlav, desueto, in romancio Puschlev, in lombardo Pus'ciav) è un comune svizzero di 3 516 abitanti del Canton Grigioni, nella regione Bernina della quale è capoluogo.
In origine era il solo comune e la sola parrocchia di tutta la Val Poschiavo; è un'importante piazza di trasbordo sulla strada del passo del Bernina.

## Geografia fisica

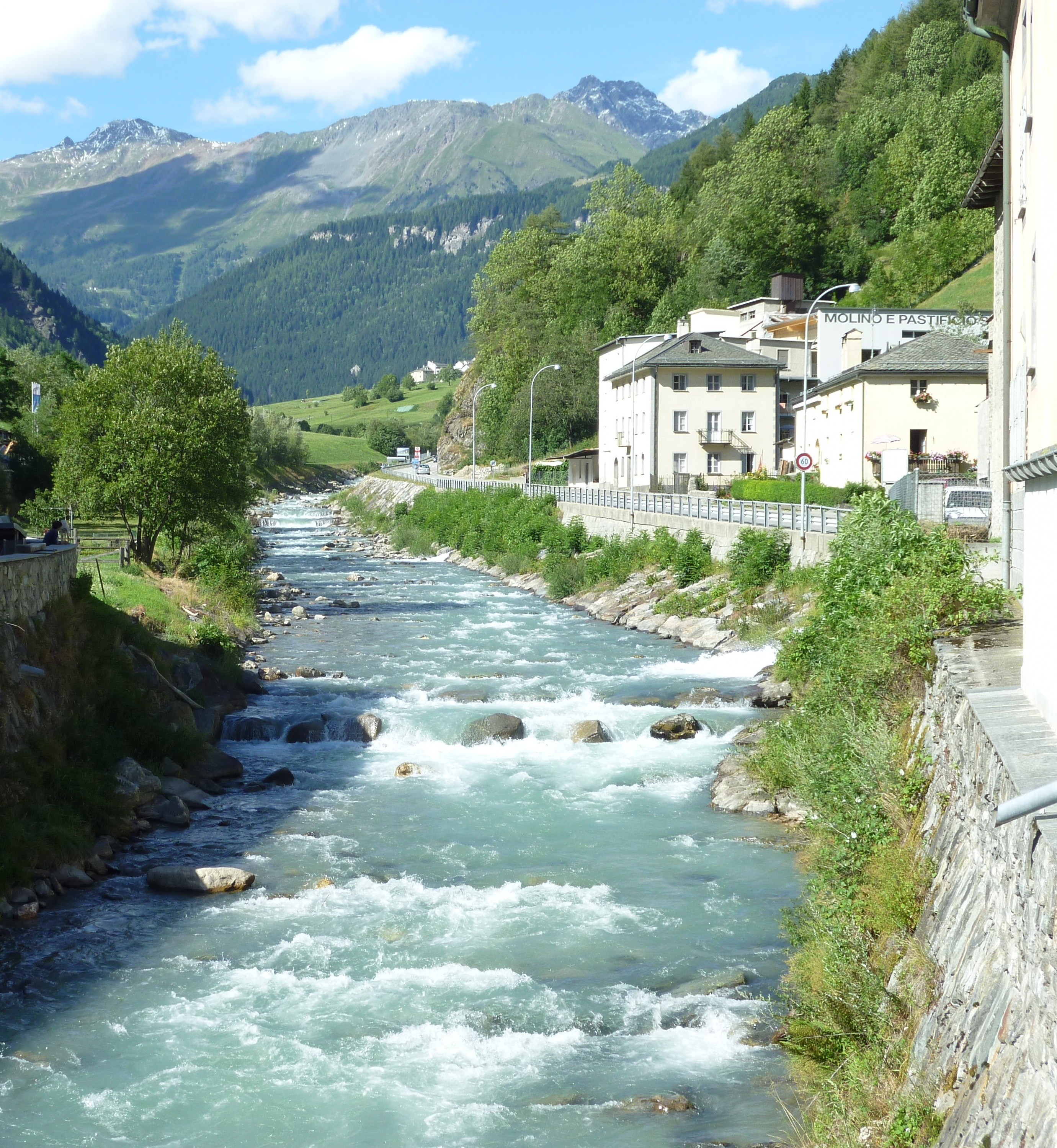
Il fiume Poschiavino

Poschiavo si trova in un'ampia conca dell'omonima Valle di Poschiavo, laterale della Valtellina. Essa è percorsa dal fiume Poschiavino, che nasce nell'alta Val Laguné, presso il passo della Forcola, a 2328 m e sfocia nell'Adda in territorio italiano poco a valle di Tirano, a 414 m. Dista 16 km da Tirano, 117 km da Coira 135 km da Lugano e 177 km da Milano.  È servito dalle stazioni ferroviarie della Ferrovia retica Miralago, Le Prese, Li Curt, Poschiavo, Privilasco, Cadera, Cavaglia, Alp Grüm e Ospizio Bernina sulla linea internazionale Tirano-Sankt Moritz.

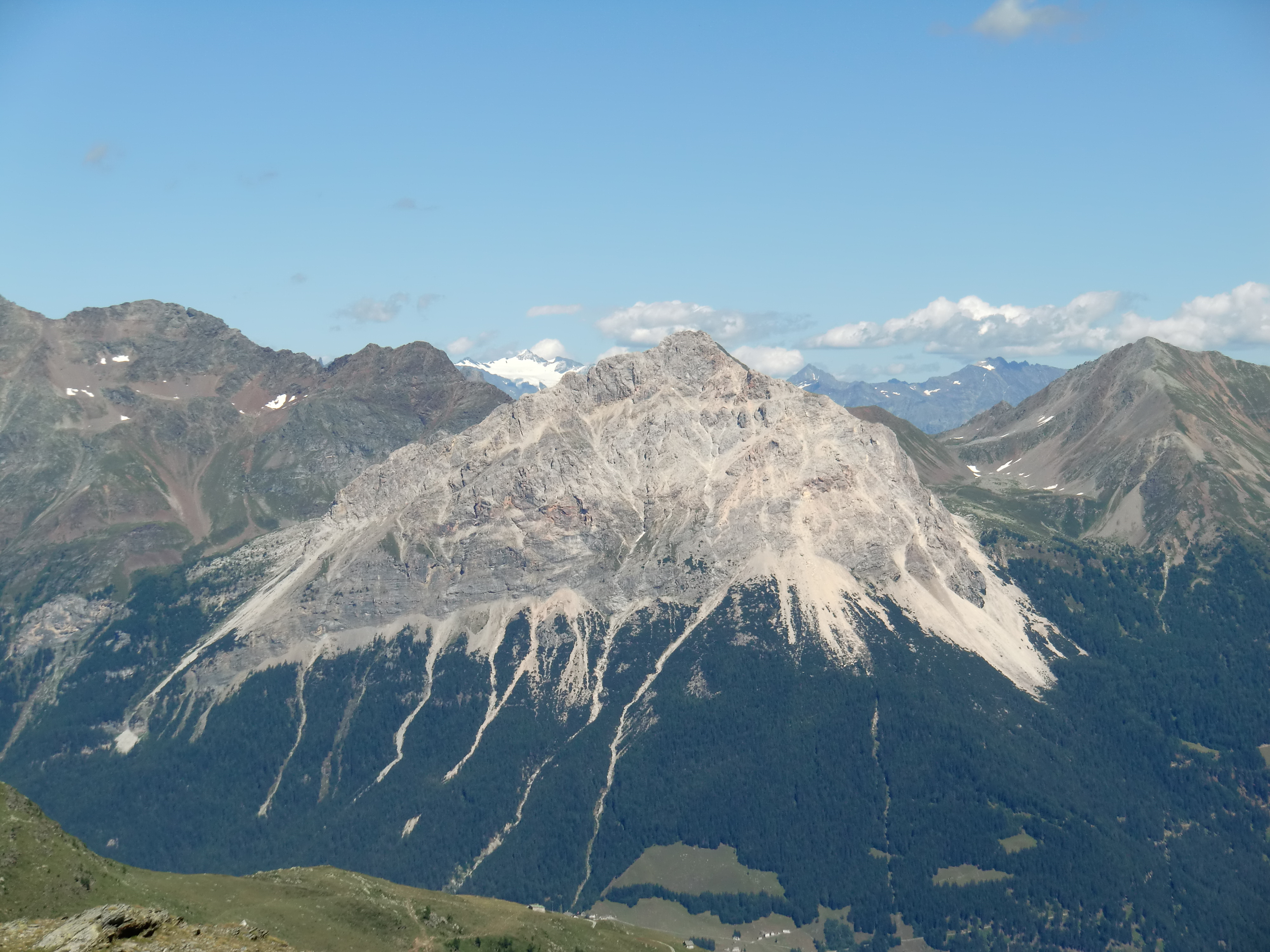
Pizzo Sassalb

Il punto più elevato del comune è la cima del Piz Palü (3905 m s.l.m.), sul confine con Pontresina e Lanzada. Posti a nord-est del territorio, in Val di Campo suggestivi sono il Lago di Val Viola e il Lago di Saoseo. Molti sono i laghi alpini dall'acqua cristallina e numerose le cime raggiungibili a piedi; una per tutte il Pizzo Sassalb, che con il suo calcare bianco domina Poschiavo.

## Origine del nome
Il toponimo Poschiavo (lat. medievale postclavae, dativo locativo di postclava[m] con caduta della -m finale, scritto in lat. medioevale postclave, il che ha determinato per paronimia il mascolino Posclavio > Poschiavo) non viene da lat. clavis = it. chiave, clava = mazza, o da postlacum che avrebbe dato un volgare puslagh,  ma dal preindoeuropeo *klava, secondo Devoto: «ammasso di massi provenienti da uno scoscendimento» (quello che ha creato la chiusa di Meschino con la Mota da 'l Mes-chin, al Cef e la Livera), radice che ritroviamo in Chiavenna, da Clavenna, costruita sui massi del preistorico scoscendimento della Valcondria, o in Chiavari (Liguria), da Clavari, città costruita su un vasto cono di deiezione.

## Storia

### Evo antico
I reperti e i sepolcri risalenti all'Età del Bronzo e all'Età del ferro rinvenuti in modo particolare in località San Sisto non furono sufficienti a stabilire con certezza la colonizzazione stanziale della Valle già in epoca preistorica.
Ai Campiglioni, a sud di Poschiavo, si erge un Padanal (Pedenal, Val da Pednal) ossia una fortezza rifugio e sorveglianza simile per posizione e struttura ai numerosi Padnal dei Grigioni (il famoso Padnal di Savognin e il Pedenale di Mazzo di Valtellina). Questo Pedenal presenta tutte le caratteristiche dei Pad(a)nal retici e pre-retici : una collina in situazione strategica (dalla cima si osserva tutta la valle sino alla antica via che scendeva a Cölögna e alla chiusa di Meschino), difesa da pareti ripide o da un corso d'acqua (la Val da Pednal) con il colmo appianato e difeso de mura. Se c'era un Pad(a)nal vicino a San Sisto (il toponimo storico più antico della Valle) vuol dire che c'era un insediamento stabile la cui popolazione poteva rifugiarvisi con il bestiame e i beni portabili in caso di pericolo. In zona San Sisto c'era un'era di lavorazione della pietra (ollare?), il che spiega la presenza di numerose sepolture preromane da San Sisto fin su a Cimavila.
Oggetti in bronzo sono stati ritrovati da Alp Grüm a Piattamala, il che significa che la valle era anche una via di transito. Per di più i numerosi toponimi di origine prelatina e di sostrato preindoeuropeo (Varuna < *vara,  acque; Mera < *mara, torrente; li Gleri < *glara / klara, terreno ghiaioso; Raviscé < *rava, scoscendimento, smottamento; Caral, Caraling < kara, terreno pietroso; La Ganda Ferlera < ganda, pendio sassoso; Grava larga, Grava lunga, Grava Malanza, Grava dal Roan, Gravi da Sassalb, Gravi da Vartegna < *grava, diroccamento, pietraia più fine della ganda; crap, crapa, crapon <*krapa, sasso rotondo, figurativo per "la crapa" (la testa rotonda); La Rösa <*rosa ghiacciaio; baita < *baita, casa, etimo che si ritrova nelle lingue semitiche (Betlehem) e in Basco) sparsi in tutta la valle, nonché numerosi fitonimi e nomi di animali testimoniano di un acculturamento preindoeuropeo, verosimilmente ligure, e sicuramente non celtico.
Certa è invece la conquista romana, avvenuta nel 15 a.C. sotto il comando di Tiberio e Druso, figliastri dell'imperatore Augusto, e il conseguente inserimento nella Gallia Transpadana, con riferimento al municipium di Como, nei confronti di antiche popolazioni retiche. Il Passo del Bernina è utilizzato dai Romani, ma non è considerato di primaria importanza. Dal 476 d.C. al 751 d.C. (anno della presa di Ravenna da parte dei Longobardi) la Valposchiavo fu soggetta all'Impero Romano d'Oriente. Questi detennero il controllo sui passi retici, ma non esercitarono nessuna autorità in Valposchiavo, che, troppo isolata, rimase relativamente tranquilla.

### Medioevo

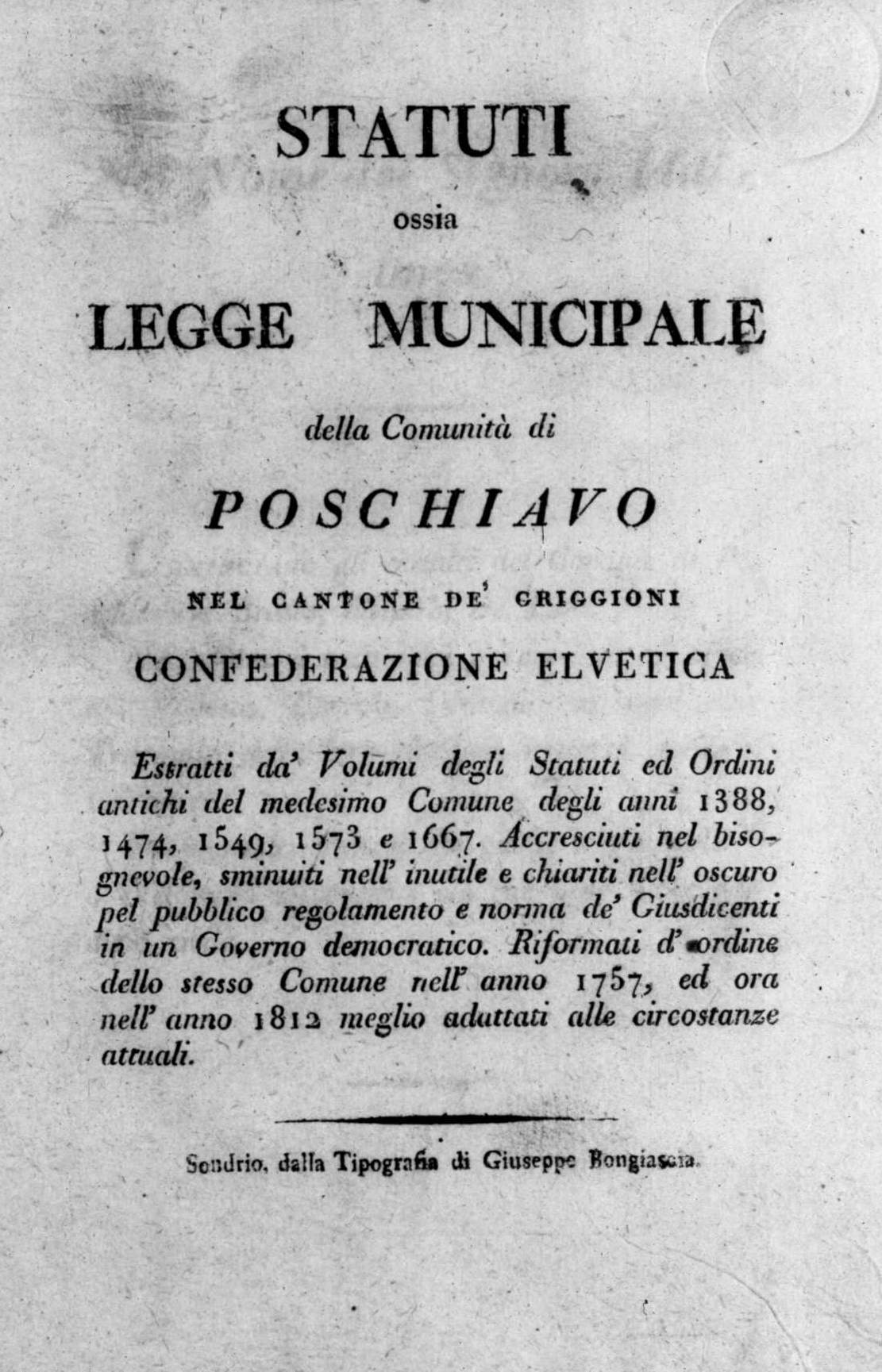
Statuti ossia legge municipale della Comunità di Poschiavo, 1812

In seguito alle invasioni germaniche la valle fu assoggettata dai Longobardi di Liutprando nella prima metà dell'VIII secolo. Questi portarono in valle lo sculdascio, un giudice militare e giurisdizionale, e i decani, che avevano funzione amministrativa e sono eletti dai capifamiglia delle vicinie. Il decanato caratterizzò l'organizzazione politica in Valposchiavo per più di mille anni. Sconfitti i Longobardi da Carlo Magno nel 774 d.C. e inglobate le loro terre nel Regno carolingio, la pieve di Poschiavo, unitamente alle pievi valtellinesi di Bormio e Mazzo, venne donata il 14 marzo 775 all'abbazia parigina di Saint-Denis. Il borgo risulta documentato nell'824 come «Post Clave» nella diocesi di Como. Lotario I nell'841 d.C. rinnovò in un documento regale i diritti all'abbazia parigina «in regno Longobardorum in locis qui appellantur Valtellina ac Burmus sive Pusclave». La donazione non fu però ben accolta dal vescovo di Como, che si vide negati i propri privilegi e diritti sia spirituali che temporali in alta Valtellina. Tra il 900 e il 1000 i Saraceni  occuparono per circa un secolo l'insieme dei passi alpini, per volere dell'Imperatore germanico che temeva che qualche suo rivale andasse a farsi coronare a Roma. Vi costruirono le loro fortezze, spesso in grotte e sposarono donne del posto, lasciando eredi (Moro, Pagani, Sarasini) che appaiono nel Cartario pagense di Chiavenna (XI secolo) valendosi della legge araba.  A partire dal 1170 una nuova potenza si fece sentire a nord del Passo del Bernina: il vescovo di Coira,  principe del Sacro Romano Impero, che sotto l'ala protettrice dell'imperatore Federico Barbarossa guardò con brama di possesso i valichi alpini. Già nel XII secolo i due comuni di Poschiavo e Brusio erano territorialmente divisi e diedero forma a strutture organizzative distinte.
La chiesa della comunità dei frati di San Romedio (XI secolo), con i suoi possedimenti sulla sponda orientale della Valle, formò all'epoca un'entità territoriale autonoma. Difficile dire per quale ragione, ma durante il XII e XIII secolo i signori von Matsch-Venosta subentrarono all'abbazia parigina nell'esercizio dei diritti signorili. Divenuti questi infine vassalli del vescovo di Coira, nel 1284 si fecero riconoscere i diritti di alta giurisdizione sulla valle. La fondazione del comune politico seguì nella prima metà del XIII secolo. Nel contempo anche la città di Como estese il suo potere, attraverso l'esercizio della bassa giurisdizione da parte di podestà comaschi. Comparve così la figura del podestà (con questo termine continua a essere designato il sindaco del comune di Poschiavo). La valle entrò così in un sistema di doppia sudditanza da cui i Poschiavini seppero trarre grande vantaggio.
Le continue guerre tra Milano e Como per il dominio sulla Lombardia portarono nel 1335 alla vittoria di Milano. Ciò comportò tra il 1350 e il 1406 l'assoggettamento dei territori valposchiavini ai Visconti di Milano. Nel 1406 i Poschiavini si ribellarono alla cessione del feudo a Giovanni Malacrida di Musso, distruggendo il castello della famiglia Olgiati, simbolo della dominazione meneghina. Nel 1408 si sottomisero alla giurisdizione del vescovo di Coira e contemporaneamente entrarono a far parte della Lega Caddea come comune indipendente. Da allora la valle condivise le sorti della Repubblica delle Tre Leghe. Con la conquista grigione della Valtellina nel 1512, si aprirono nuove prospettive economiche e commerciali.

### Storia moderna
Attraverso la predicazione di esuli italiani, uno tra tutti Pier Paolo Vergerio, che grazie agli articoli di Ilanz del 1526 godevano nelle Tre Leghe di particolare tutela, nacque a Poschiavo nel 1547 una prima comunità riformata. La chiesa di San Vittore venne utilizzata regolarmente dalle due comunità per la celebrazione religiosa. La pace religiosa finì con l'arrivo della persecuzione riformata e con il periodo dei Torbidi grigionesi: prima in Valtellina nel 1620 col Sacro Macello, poi su fino a Poschiavo nel 1623, gravi tumulti e odi interreligiosi dilaniarono la valle e molti ritornarono quasi in massa al cattolicesimo con la permanenza però di una minoranza riformata. Tutto ciò non impedì comunque che si svolgessero numerosi processi per stregoneria, su cui le divisioni confessionali sembravano non incidere più di tanto. A partire dall'inizio del XVII secolo fino al 1753, con un picco negli anni 1671-1673, furono centinaia le sentenze capitali emesse dalla giurisdizione comunale nei confronti di persone, soprattutto donne, ritenute maliarde o streghe; 128 atti di queste sentenze sono conservati e consultabili negli archivi comunali a Poschiavo.. Una delle ultime condannate fu nel 1697 Caterina Ross.
Questi atti sono una fonte interessantissima per lo studio della lingua parlata a Poschiavo nel XVII secolo: denota in particolare una stretta influenza del ladino engadinese sia lessicale che grammaticale sul poschiavino, caratterizzata e descritta nel Dizionario Etimologico Poschiavino (DEP).

### Storia contemporanea
Nel 1797 Napoleone separò la Valtellina dai Grigioni e l'annesse alla Repubblica Cisalpina. Poschiavo dopo i moti rivoluzionari del 1799 ribadì la propria appartenenza al Cantone. Questo significò la divisione di una comunità unita per secoli da interessi comuni. Il blocco commerciale indebolì l'economia locale, anche se la nuova situazione di frontiera offrì nuove aperture e nuovi possibili sbocchi a chi ebbe lo spirito intraprendente. Ne è un esempio l'industria vinicola, che si insediò a ridosso del confine in modo da poter garantire il commercio dei preziosi vini valtellinesi verso Coira ed il nord delle Alpi. Sorsero così soprattutto nel Brusiese, ma anche a Poschiavo, numerose case vinicole.
Nel 1851, dopo più di mezzo millennio di unità politica e territoriale, il comune di Brusio si separò dal comune di Poschiavo, dando vita ad una seconda entità comunale nella valle. Con un decreto federale, nel 1869 la Valposchiavo venne staccata dall'autorità religiosa della diocesi di Como ed assegnata alla diocesi di Coira. Già dal 29 settembre 1408 i Poschiavini si erano distaccati dal vescovado di Como per mettersi sotto l'ala protettrice del principe vescovo di Coira.

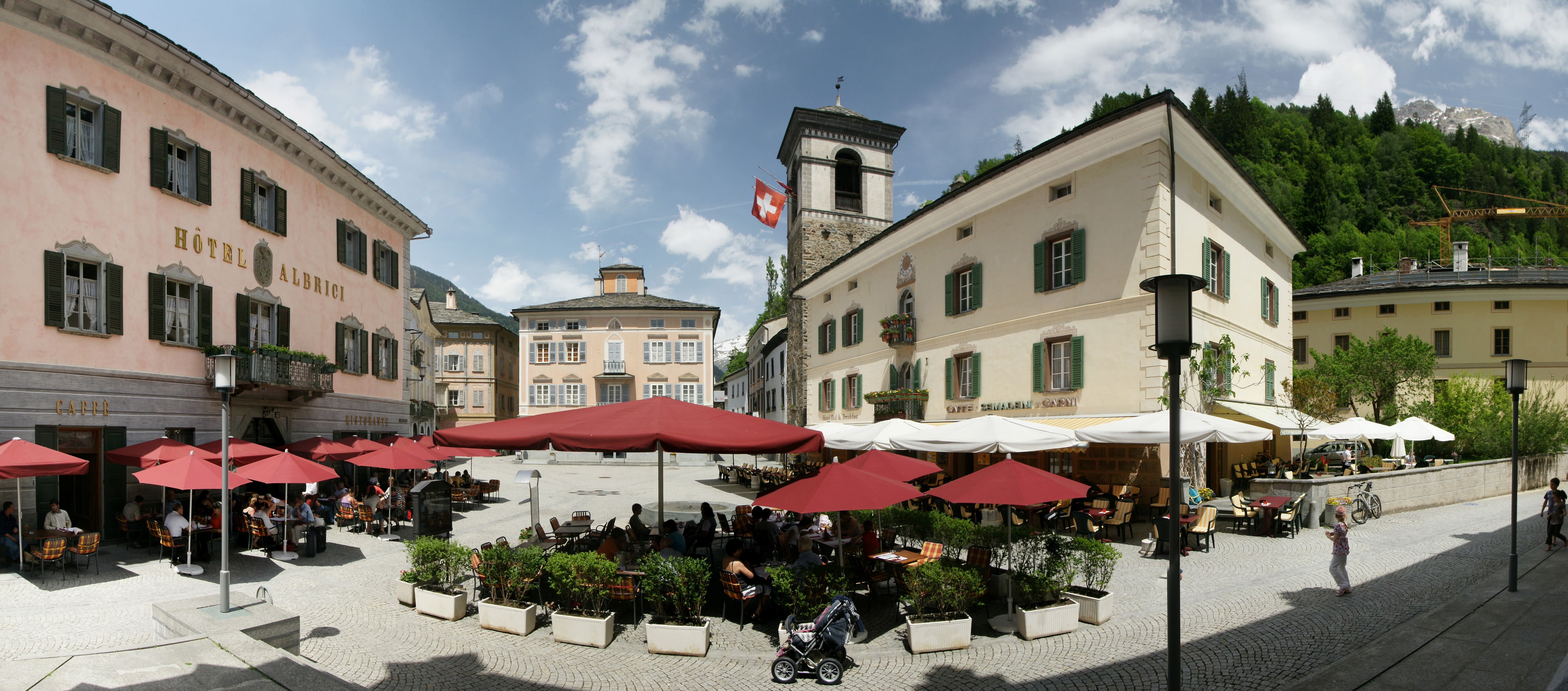
La Piazza del comune

A partire dal XVII secolo si assistette ad un importante fenomeno di emigrazione, dapprima verso la vicina Serenissima Repubblica di Venezia. Durante il XIX secolo le vie dell'emigrazione si spostarono verso nuovi poli, in particolare Spagna, Francia e Inghilterra, ma anche verso la Russia dove in molte città sorsero caffè gestiti da emigranti poschiavini. Fu in particolare la popolazione protestante a seguire questa via. Il ritorno di capitali verso la Valle consentì di decorare Poschiavo di stupendi palazzi patrizi, tra cui il palazzo Matossi e la magnifica "Via dei Palazzi", posta a sud del paese. Seguì il momento di emigrare anche per la popolazione cattolica; agli inizi del '900 furono molti a lasciare una terra che non poteva ormai più sfamare le tante bocche di una popolazione in forte crescita. Molti partirono in cerca di fortuna verso le Americhe e l'Australia.
Tra il 1842 e il 1865 fu costruita la carrozzabile del Bernina. La messa in esercizio delle Forze Motrici Brusio nel 1906 e la costruzione della ferrovia del Bernina, nel 1910, dal 1943 parte della Ferrovia Retica, che raggiunge l'Italia, diedero nuovo vigore all'economia locale. Oltre a queste attività cominciò a farsi spazio il turismo, con la costruzione nel 1857 dell'Albergo termale di Le Prese. Grazie alla sua ricchezza storica, ai suoi paesaggi intatti e alla qualità di vita che vi si può gustare, Poschiavo è visitata ogni anno da migliaia di persone.
In seguito ad un prolungato periodo di piogge torrenziali, nella notte tra il 19 ed il 20 luglio 1987 dai piedi del monte Piz Varuna si staccò una grossa quantità di materiale. Così come accadde già negli anni 1566, 1572 e 1834 (il Varuna e il torrente Varunasc – uno dei più pericolosi della Svizzera – contengono la radice preindoeuropea *vara, acqua). Poschiavo e alcune altre sue frazioni poste a valle furono inondate. L'alluvione causò devastazioni e danni ingenti, ma grazie all'aiuto della Confederazione e di migliaia di volontari i danni furono risanati. I poschiavini la chiamano "la santa alüvión".
La cittadina dal 2016 fa parte del circuito de I Borghi più belli della Svizzera.

## Monumenti e luoghi d'interesse

### Architetture religiose

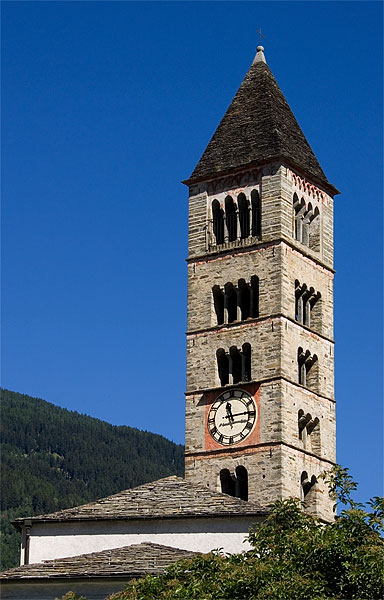
La chiesa di San Vittore Mauro

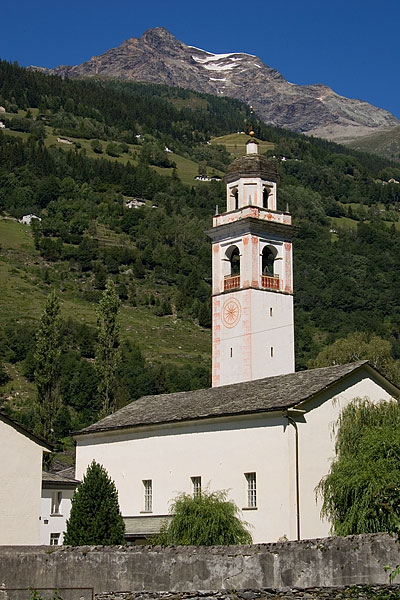
La chiesa della Santissima Trinità

- Chiesa collegiata di San Vittore Mauro, di stile tardogotico con il campanile romanico
- Oratorio di Sant'Anna con l'ossario
- Oratorio di San Pietro, di epoca altomedioevale o del medioevo avanzato
- Chiesa riformata della Santissima Trinità, edificata negli anni 1642 - 1653 dall'architetto Antonio Casella
- Chiesa di Santa Maria Assunta, costruita dal 1692 al 1711
- Chiesa di San Carlo, edificata dal 1613 al 1624, con impressionante Via Crucis barocca (frazione San Carlo).
- Casa parrocchiale con "al Volt" che frena le automobili di chi scende la Strada del Bernina e che si è tentato a più riprese di demolire per allargare la strada (frazione San Carlo).
- Oratorio dei Santi Angeli Custodi, costruito nel 1686 (frazione Angeli Custodi).
- Oratorio di San Giacomo, costruito forse alla fine del XV secolo (frazione Pisciadello).
- Chiesa cattolica di Sant'Antonio da Padova, del 1665 (frazione Cologna).
- Chiesa cattolica di Sant'Antonio abate, citata nel 1589 (frazione Sant'Antonio).
- Oratorio di San Vincenzo Ferreri, del 1678 (frazione Vial/Sot Moti).
- Oratorio dei Santi Sebastiano e Sinforosa (frazione Selva).
- Chiesa di San Bernardo (frazione Prada).
- Oratorio di Santa Annunziata, del 1640 (frazione Annunziata).
- Chiesa parrocchiale cattolica di San Francesco d'Assisi, trasformata nel 1681 (frazione Le Prese).
- Oratorio di San Giovanni, costruito nel 1660 circa (frazione Pagnoncini).
- Oratorio di Sant'Anna (Santa Natività di Maria), del 1660 (frazione Cantone).
- Oratorio di San Gottardo, del 1682 (frazione Miralago).

### Architetture civili

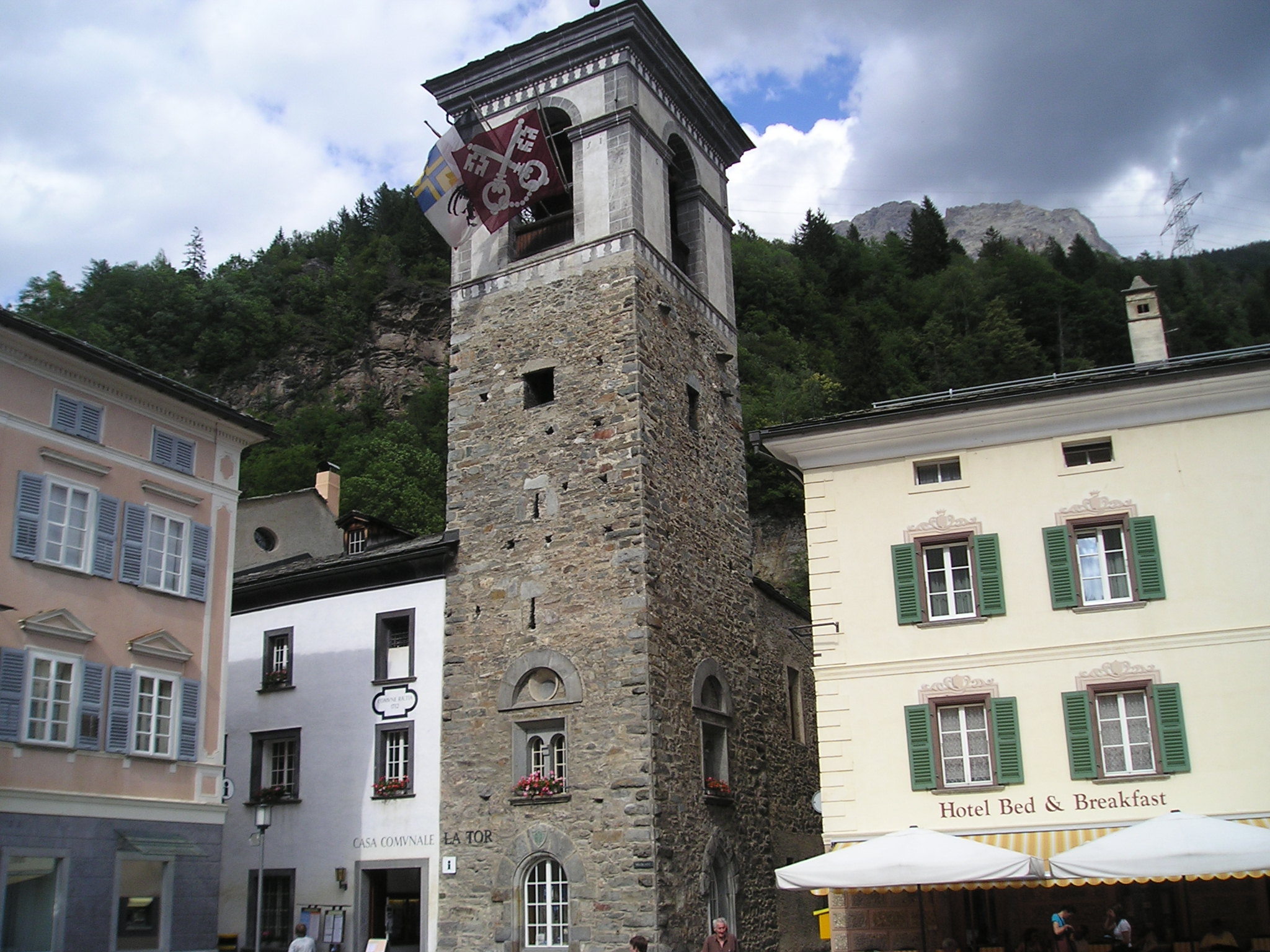
La torre comunale

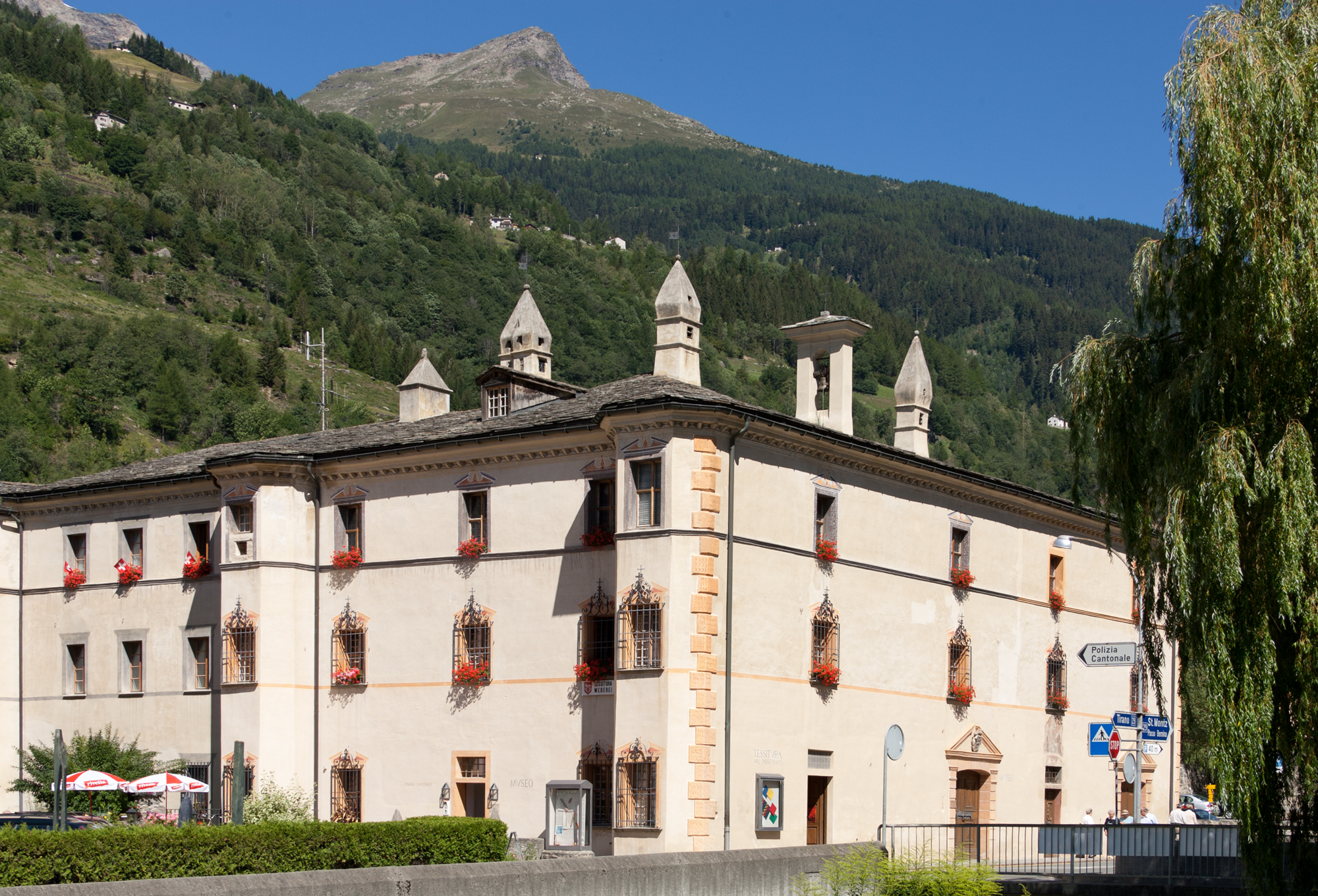
Il palazzo Mengotti

- Palazzo comunale con "La Tor", antica torre difensiva, del XIV secolo, sede dei vicari del Duca di Milano (Olgiati) poi dei Vögte del principe vescovo di Coira (von Matsch, Planta), fu teatro dei processi alle streghe durante tutto il Settecento. La Campana della torre, detta "la Ringhera" chiamava tutti i capofamiglia del Borgo e Cuntradi a riunirsi in piazza per l'arringo, un equivalente Poschiavino delle Landsgemeinde.
- Palazzo Mengotti, fatto costruire dal Capitano Thomaso Bassi "al ponte di San Giovanni" circa del 1665, allora primo edificio sulla riva orientale del fiume Poschiavino, abitato per tre decenni dalla famiglia Bassi, nel 1701 venduto al Podestà Lorenzo Mengotti, i cui discendenti lo hanno posseduto e abitato - dal 1885 in co-proprietà e co-abitazione con la famiglia Isepponi - fino al 1976, data della vendita alla Fondazione Museo Poschiavino.
- Albergo della Posta, nel palazzo Massella con la celebre sala delle Sibille del Settecento, ritratti di antenati, stemma Massella-von Mohr.
- Palazzo Matossi (via dal Puntunal), costruito da Paco Matossi, caffettiere arricchitosi a Madrid.
- Via d'i palazz, stupendo insieme architetturale omogeneo a sud del Borgo con splendide case edificate dagli emigrati che fecero fortuna in tutta Europa.
- Palazzo Dorizzi, del 1772 (frazione San Carlo)

## Società

### Evoluzione demografica
L'evoluzione demografica è riportata nella seguente tabella:
Abitanti censiti

### Lingue e dialetti

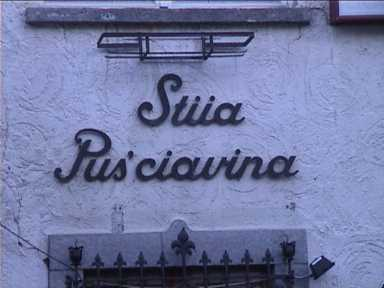
L'insegna di un ristorante scritta in schietto poschiavino a Poschiavo nei Grigioni

| %     | Ripartizione linguistica (gruppi principali) |
| ----- | -------------------------------------------- |
| 7,9%  | madrelingua tedesca                          |
| 90,4% | madrelingua italiana                         |
| 0,7%  | madrelingua romancia                         |

## Cultura

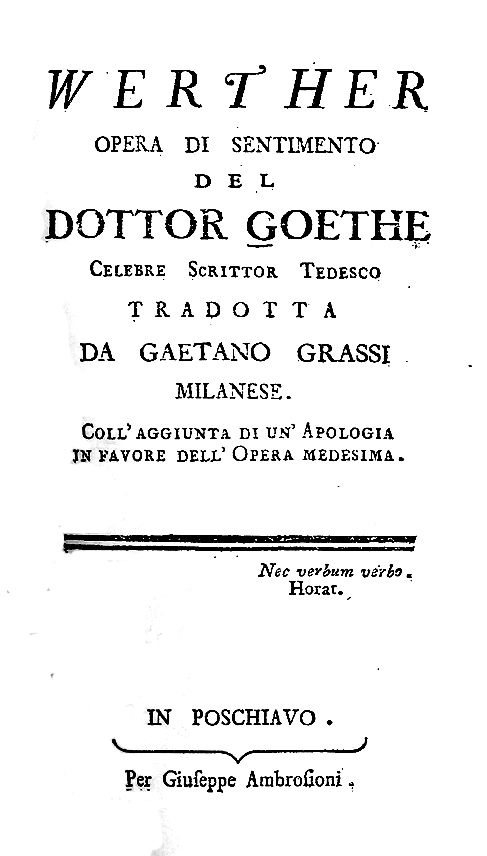
La prima edizione italiana dei Dolori del giovane Werther di Goethe, stampata a Poschiavo nel 1782

Poschiavo fu sede di una stamperia, fondata dal barone illuminista Tommaso de Bassus e gestita dal tipografo Giuseppe Ambrosioni, che pubblicò, nel 1782, la prima versione italiana, ad opera del milanese Gaetano Grassi, de I dolori del giovane Werther di Johann Wolfgang von Goethe. L'opera fu messa all'indice dalla Chiesa cattolica, per aver provocato in Germania un'ondata di suicidi, ragione per la quale fu stampata a Poschiavo.

## Geografia antropica

### Frazioni

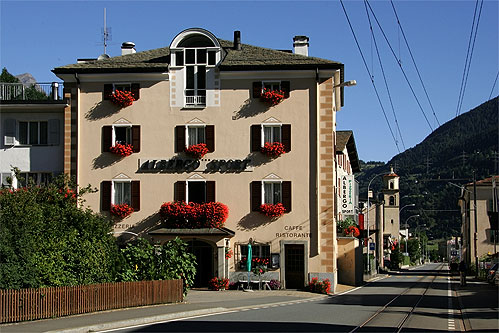
Le Prese

Poschiavo è il nome del capoluogo; questi viene detto anche "Borgo" o "Vila", soprattutto nelle frazioni di valle. Le altre frazioni sono:
- Aino
- Angeli Custodi
- Annunziata
- Campiglioni
- Cantone
- Cologna
- La Rasiga
- Le Prese[10]
- Li Curt
- Miralago
- Pagnoncini
- Pedecosta
- Pedemonte
- Prada
- Privilasco
- Raviscé
- San Carlo[11]
- Sant'Antonio
- Somaino
- Spinadascio
- Viale

## Economia

### Turismo
La località offre diverse possibilità escursionistiche tra cui la salita al Piz Varuna.

### Energia
A Poschiavo ha sede l'azienda Repower.

## Infrastrutture e trasporti
Il comune è servito dalla ferrovia del Bernina gestita dalla Ferrovia Retica. Sul territorio sono presenti otto stazioni: Miralago, Le Prese, Li Curt, Poschiavo, Cadera, Cavaglia, Alp Grüm e Ospizio Bernina. La fermata di Privilasco è stata soppressa nel 2017.